# Izra
Izra (arab. ازرع) – miasto w Syrii, w muhafazie Dara. W 2004 roku liczyło 19 158 mieszkańców.